# Брошу, Эвелин
Эвелин Мари Леа Кассандра Брошу (фр. Évelyne Marie Léa Cassandre Brochu; род. 17 ноября 1983) — канадская актриса. Наиболее известна по роли Дельфины Кормье в телесериале «Тёмное дитя» (2013—2017).

## Карьера
Брошу снялась в ряде канадских фильмов на французском языке, среди которых были «Политех» (2009), «Дрожь холмов» (2011), «Кафе де Флор» (2011) и «Том на ферме» (2013), а также появилась в ряду телевизионных сериалов, таких как мыльная опера «Обещание» (2008—2012), за которую она в 2012 году получила премию «Жемо».
Брошу номинировалась на канадскую премию «Джини» в категориях «За лучшую женскую роль» за фильм «По воле Аллаха» (2012) и как «Лучшая актриса второго плана» за роль в «Том на ферме» (2013). Также она снялась в американском фильме «Жертвуя пешкой» вместе с Лили Рэйб и Тоби Магуайром. На телевидении Брошу наиболее известна благодаря своей роли учёной Дельфины Кормье в канадском сериале «Тёмное дитя».

## Личная жизнь
22 июня 2018 года Брошу объявила на своей странице в Instagram, что ожидает ребёнка от своего бойфренда Николаса Ширмера. 6 октября 2018 года у них родился сын, Лорье Ширмер-Брошу.